# Andreas Rühle

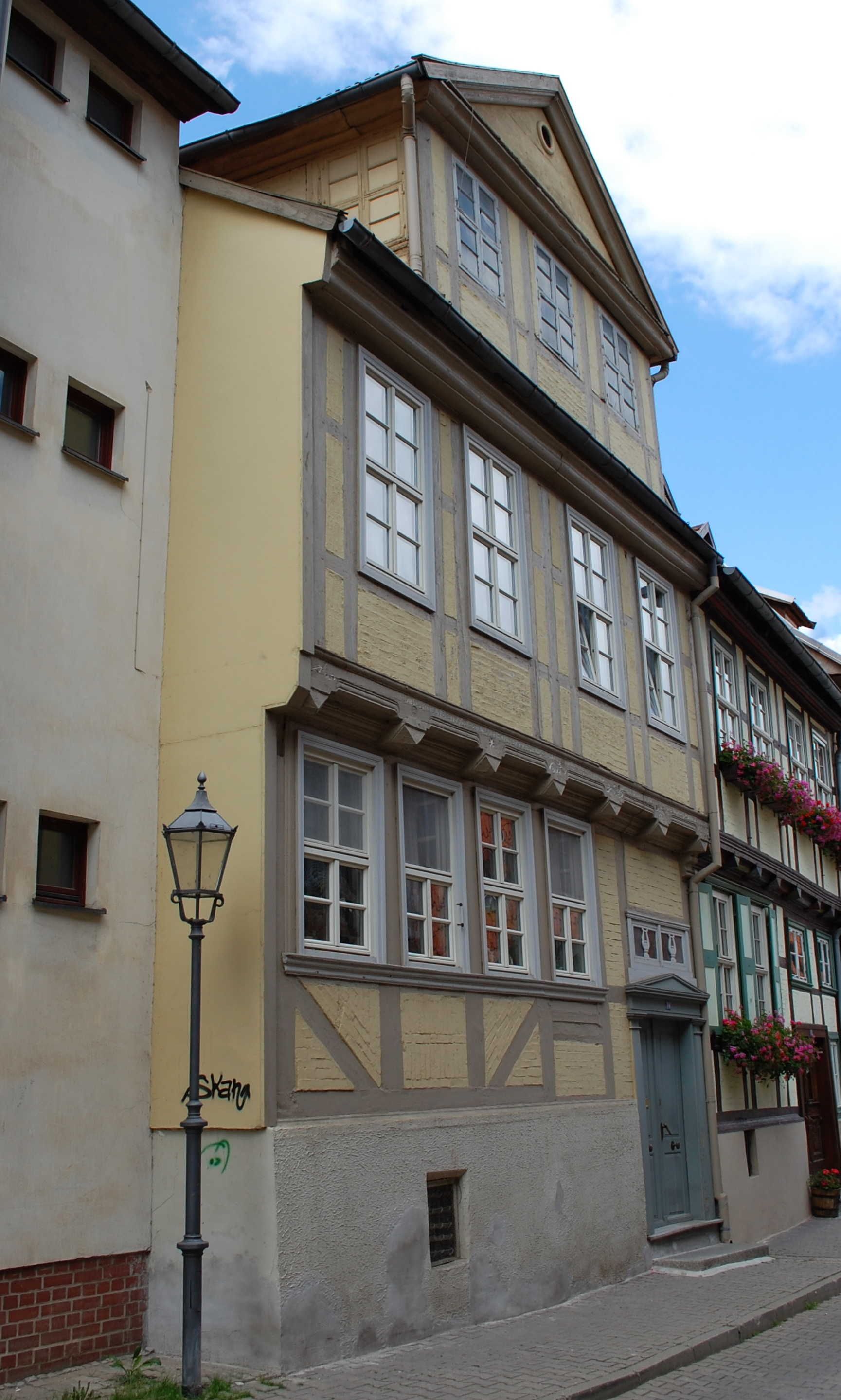
Haus Neuendorf 10

Andreas Rühle, auch Andreas Ruhle, Andreas Reuhle oder Andreas Röhle (* 7. Februar 1651 in Quedlinburg; † 6. September 1719 ebenda), war ein deutscher Zimmermeister. Er schuf mehrere noch heute erhaltene und zum UNESCO-Weltkulturerbe gehörende Fachwerkhäuser in Quedlinburg.

## Leben
Rühle wurde als dritter Sohn des Zimmermeisters Heinrich Reule geboren. Seine Brüder sind die ebenfalls als Zimmermeister bekannt gewordenen Hans Reule und Gabriel Rühle. Er heiratete am 29. Juli 1679 Anna Maria Frankin aus Wernigerode. 1685 folgte eine zweite Ehe mit Maria Dikos. In diesem Jahr wurde auch ein Sohn Johann Andreas Rühle geboren, der jedoch bereits 1691 verstarb. Im gleichen Jahr heiratete er in dritter Ehe Margaretha Garke.

## Bauten
Insgesamt sind sieben Bauten Andreas Rühles bekannt, von denen sechs bis heute erhalten sind. Die heute in ihrer Gestaltung jedoch zum Teil erheblich veränderten Häuser entstanden im Zeitraum von 1680 bis 1707. Markant für seinen Baustil ist der Einsatz von Rautenkreuzen an den Hauptstockwerken. Die Stockschwellen der Häuser verzierte er mit Tröpfschenfriesen, die unterhalb eines durchgängigen Profils angeordnet wurden. Stockschwellen, aber auch Türe und Tore, versah er mit geschnitzten Blumenranken.
Folgende Bauten Rühles sind bekannt:
- Neuendorf 12, 1677 (vermutet)[1]
- Neuendorf 10, 1680
- Neuer Weg 9, 1685
- Bockstraße 5, um 1685[2]
- Schmale Straße 1, um 1685
- Breite Straße 7, 1686
- Gröpern 12, 1686
- Schloßberg 2, 1688
- Brandgasse 3, 4, 1707, Brandgasse 4 nicht erhalten